# Gacko
Gacko (serbisch-kyrillisch Гацко, [gǎtskɔ]) ist eine kleine Stadt und das Zentrum der gleichnamigen Großgemeinde in der Republika Srpska in Bosnien und Herzegowina. Die Gemeinde Gacko hat etwa 8500 Einwohner.

## Geographie

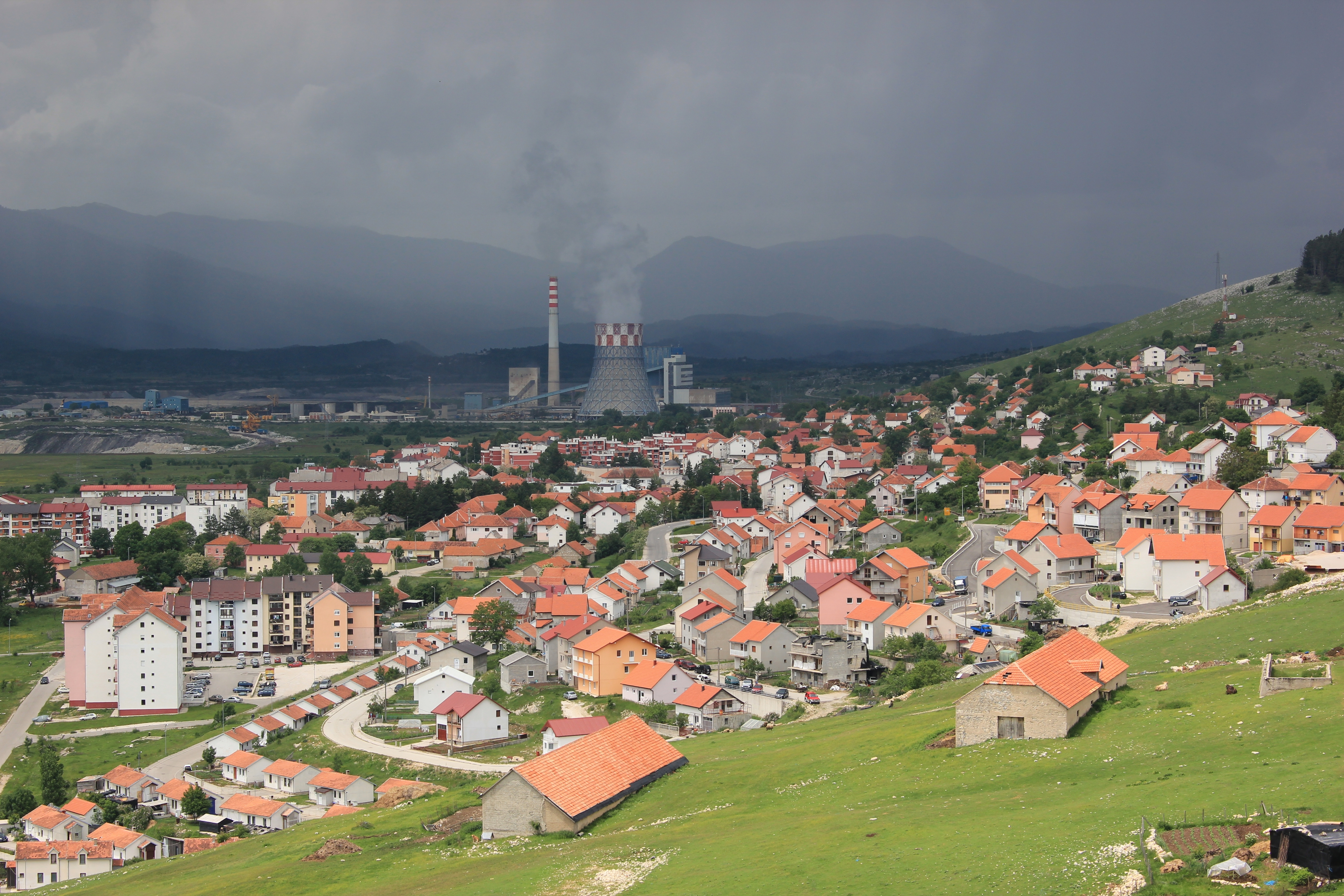
Blick über Gacko

Die Stadt liegt etwa 50 Kilometer östlich von Nevesinje in der Hochebene Gatačko polje im Osten der Herzegowina auf 940 m Höhe in unmittelbarer Nähe der montenegrinischen Grenze. Unmittelbar westlich der Stadt befindet sich ein großer Kohletagebau, welcher das hiesige Kraftwerk versorgt.
Benachbarte Gemeinden sind Bileća, Foča, Kalinovik, Nevesinje und Trebinje sowie Nikšić und Plužine in Montenegro.

## Geschichte
Die Gegend war bereits zu illyrischen Zeiten besiedelt, Gacko wird hingegen erst im 12. Jahrhundert erwähnt. In der Umgebung finden sich noch etliche Nekropolen mit den typischen „Stećci“
Im Mittelalter gehörte es vom 8. bis Mitte des 13. Jahrhunderts zum serbischen Königreich Travunien. Ab Mitte des 13. Jahrhunderts wurde es von der serbischen Dynastie der Vojinović bzw. Altomanović regiert. Nikola Altomanović eroberte weite Gebiete im westlichen Zentralserbien, bevor er 1373 durch ein gemeinsames Vorgehen des bosnischen Fürsten und späteren Königs Tvrtko I. und dem serbischen Fürsten Lazar Hrebeljanović besiegt, und sein Territorium zwischen den Siegern aufgeteilt wurde.
Anfang Juni 1941 kam es in Gacko zu einem Massaker an ca. 170 ethnischen Serben, das von Ustascha-Angehörigen verübt wurde.
Während des Bosnienkrieges blieb die Region von Kampfhandlungen weitgehend verschont. Dennoch wurde ein großer Teil der nichtserbischen Einwohner vertrieben. Am 7. Dezember 2008, dem Vorabend des Opferfestes, wurde die kürzlich wiederaufgebaute Moschee im Gemeindeteil Fazlagića Kula durch einen Brand vollständig zerstört. Als Ursache des Brandes wurde ein Fehler in der elektrischen Anlage vermutet, aber auch ein Anschlag konnte nicht ausgeschlossen werden.

## Bevölkerung
Bei der Volkszählung 1991 hatte die Gemeinde Gacko 10.788 Einwohner, darunter
- Serben: 6.661 (61,74 %)
- Bosniaken: 3.858 (35,76 %)
- Jugoslawen: 84 (0,77 %)
- Kroaten: 29 (0,26 %)
- Andere: 156 (1,47 %)

Im Hauptort lebten 4.584 Menschen, darunter
- Bosniaken: 2.253 (49,14 %)
- Serben: 2.144 (46,77 %)
- Jugoslawen: 78 (1,70 %)
- Kroaten: 28 (0,61 %)
- Andere: 81 (1,78 %)

Die Serben stellen heute die absolute Mehrheit der Einwohner, nach Schätzungen etwa 98 %.
Die Gemeinde umfasst insgesamt 71 Orte: Avtovac, Bahori, Bašići, Berušica, Brajićevići, Branilovići, Cernica, Čemerno, Danići, Dobrelji, Domrke, Donja Bodežišta, Dramešina, Dražljevo, Drugovići, Dubljevići, Fojnica, Gacko, Gareva, Gornja Bodežišta, Gračanica, Gradina, Hodinići, Igri, Izgori, Jabuka, Jasenik, Jugovići, Kazanci, Ključ, Kokorina, Kravarevo, Kula, Lipnik, Lončari, Luka, Lukovice, Ljeskov Dub, Medanići, Međuljići, Mekavci, Melečići, Miholjače, Mjedenik, Mrđenovići, Muhovići, Nadinići, Novi Dulići, Platice, Poda, Pridvorica, Pržine, Ravni, Rudo Polje, Samobor, Slivlja, Soderi, Srđevići, Stambelići, Stari Dulići, Stepen, Stolac, Šipovica, Šumići, Ulinje, Višnjevo, Vratkovići, Vrba, Zagradci, Zurovići und Žanjevica.

## Wirtschaft

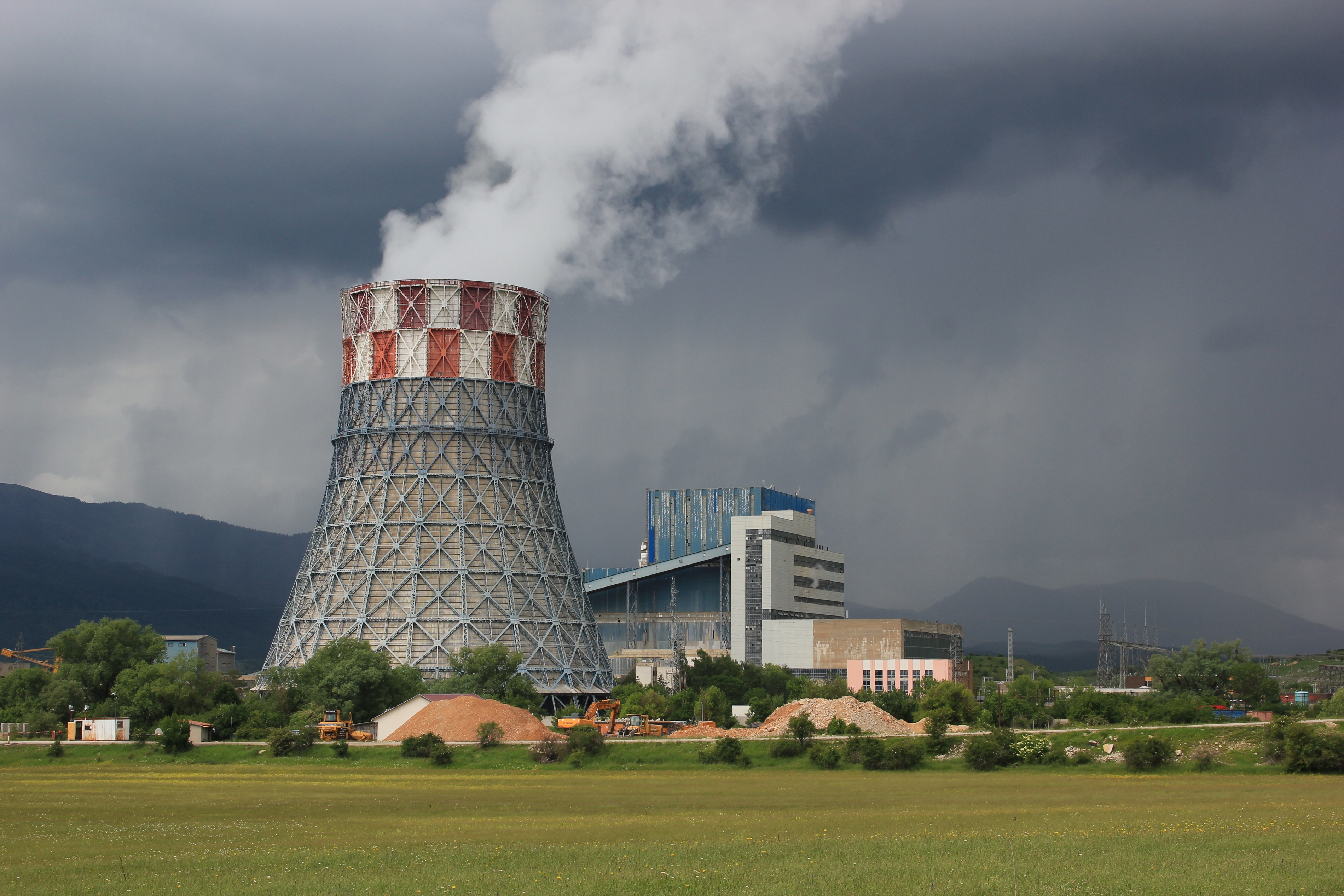
Das Wärmekraftwerk TE Gacko in Gacko

Der markanteste Punkt der Kleinstadt ist das 1977–1982 erbaute Kraftwerk (TE Gacko), das die in der Nähe gelegenen Braunkohlevorkommen nutzt. Eine Modernisierung von Kraftwerk und Tagebau ist unter Beteiligung des tschechischen Energieunternehmens ČEZ geplant. Unter anderem soll ein weiterer Kraftwerksblock mit 300 MW errichtet werden.
In den schwer zugänglichen Dörfern spielt die auf Subsistenzbasis betriebene Landwirtschaft nach wie vor eine große Rolle.

## Verkehr
Durch Gacko verläuft die gut ausgebaute Magistralstraße M20 (Trebinje–Foča), die als überregionale Verbindung zwischen Dubrovnik und Belgrad bzw. Sarajevo dient. Eine Nebenstrecke zweigt in Gacko nach Westen ab und führt nach Nevesinje.

## Sport
Gacko ist Heimat des Fußballvereins FK Mladost Gacko, der in der 1. Liga der Republika Srpska spielt.

## Persönlichkeiten
- Sava Vladislavitsch (1668–1738), serbisch-russischer Kaufmann und Diplomat
- Vojislav Govedarica (1940–2023), serbisch-US-amerikanischer Schauspieler und ehemaliger Bodyguard